# رود موگوچا
رود موگوچا (انگلیسی: Mogocha) یک رودخانه در استان تور کشور روسیه است.